# Wizja Info
Wizja Info – polska planszowa stacja telewizyjna. Rozpoczęła działalność 25 lipca 2001 roku. Kanał był dostępny na platformie cyfrowej Wizja TV. Kanał prezentował informacje dotyczące oferty programowej platformy Wizja TV oraz informacje na temat konkursów dla abonentów, krótkie omówienia najciekawszych pozycji programowych oraz spis najważniejszych telefonów i danych kontaktowych dla klientów.
Wizja Info zakończyła nadawanie w 2002 r. po połączeniu platform Wizja TV i Cyfra+.